# スラミー賞
スラミー賞（Slammy Awards）はWWEが開催する年間表彰であり、日本におけるプロレス大賞に相当する。授賞式は年末にWWE・ロウで開催される。

## 概要
スラミー賞は1986年に創設されたが、不定期開催が多くあったが、2008年から毎年開催されている。

## 賞のカテゴリ
2015年授賞式における賞のカテゴリは下記のとおり。
- 最優秀スーパースター賞
- 最優秀ディーバ賞
- 今年最も印象的だった抗争賞
- 最優秀タッグ・チーム賞
- 大ブレイクを果たしたスター賞
- 年間最優秀試合賞
- 今年最も印象的だった裏切り賞
- "これって最高！"な瞬間賞
- 大爆笑！の瞬間賞
- "オーマイゴッド！"衝撃の瞬間賞
- 過激な瞬間賞
- 最も印象的だったサプライズ復帰賞
- ジョン・シナUS王座オープンチャレンジ最優秀試合賞
- 私達の中の英雄賞（慈善、慰問活動への貢献を称える賞）
- 最優秀ハッシュタグ賞
- 最優秀ゲスト著名人賞
- "言っていないと言ってくれ"賞
- WWEネットワーク最優秀番組賞